# 丕
【丕】 — китайський ієрогліф.  Дуже рідко використовується на письмі в японській мові.

## Значення
1. великий, величний (суфікс для позначення дій Імператора).
2. пишний.
3. багато, рясно.
4. приймати (щось благоговійно від Імператора).
5. початок, перший.

Ключ: 1 (一 + 4);  Кількість рисок: 5.
Введення ієрогліфа методом цанзє: 一火一 (MFM); Введення ієрогліфа чотирикутним методом: 10109. .

## Прочитання
| Китайська            |                                        |                    |                   |                 |                 |
| Мандаринська мова    | Мандаринська мова                      | Мандаринська мова  | Мандаринська мова | Кантонська мова | Кантонська мова |
| чжуїнь               | піньїнь                                | Вейд-Джайлз        | кирилиця          | ютпхін          | Єль             |
| ㄌㄧㄤˇ ㄌㄧㄤˋ ㄆㄧ | liǎng (liang3) liàng (liang4) pī (pi1) | liang3 liang4 p'i1 | лян пі            | pei1            | pei1            |

| Корейська |         |               |              |      |          |
|           | хангиль | стара латинка | нова латинка | Єль  | кирилиця |
| Звук:     | 비      | pi            | bi           | pi   | пі       |
| Назва:    | 클      | k'ǔl          | keul         | khul | кхиль    |

| Японська |          |         |          |
|          | кана     | латинка | кирилиця |
| Он:      | ひ       | hi      | хі       |
| Кун:     | おおきい | ookii   | оокій    |
| Ім'я:    | —        | —       | —        |